# Utiósnoie
Utiósnoie (en rus: Утёсное) és un poble del krai de Primórie, a l'Extrem Orient de Rússia, que en el cens del 2010 tenia 388 habitants.